# Simpsonichthys zonatus
Simpsonichthys zonatus é uma espécie de peixe das nuvens ou killifish endêmica do Brasil.

## Área de Ocorrência
A única localidade onde ocorre essa espécie é na zona rural da cidade de Guarapuava no estado de Minas Gerais, mais precisamente nas seguintes coordenadas geográficas, -16.065609, -46.504526.

## População e Ameaças
Por se tratar de uma espécie que depende das chuvas para sua sobrevivência, é vital que a área restrita onde ela ocorre seja protegida, coisa que infelizmente não aconteceu. A área hoje se encontra alterada devido a uma drenagem realizada no local, secando a poça onde a espécie ocorria.

## Estado de Conservação
O ICMBio considera essa espécie Criticamente Ameaçada ou Possivelmente Extinta.
Lista PEX do Brasil.